# Theodore H. White
Theodore H. White (Theodore Harold White, ur. 6 maja 1915 w Bostonie, zm. 15 maja 1986 w Nowym Jorku) – amerykański historyk i dziennikarz, laureat Nagrody Pulitzera.

## Życiorys
Był synem prawnika. W 1932 ukończył Boston Latin School. W 1938 otrzymał dyplom Uniwersytetu Harvarda. Był korespondentem magazynu Time. W latach 1939–1945 przebywał na Dalekim Wschodzie. Później pracował w Europie dla Overseas News Agency (1948–1950) i The Reporter (1950–1953).
Wraz z Annalee Jacoby napisał Thunder Out of China (1946). Wydał też Fire in the Ashes (1953), The Mountain Road (1958), Breach of Faith: The Fall of Richard Nixon (1975), In Search of History: A Personal Adventure (1978) i America in Search of Itself: The Making of the President, 1956–1980 (1982). Po zamachu w Dallas przeprowadził wywiad z Jacqueline Kennedy.
W 1962 otrzymał Nagrodę Pulitzera w dziedzinie literatury faktu.